# Vértestolna
Vértestolna is een plaats (község) en gemeente in het Hongaarse comitaat Komárom-Esztergom. Vértestolna telt 524 inwoners (2001).